# Kyaw (Adelsgeschlecht)

Das Wappen derer von Kyaw

Kyaw oder auch Kyau (so auch ausgesprochen) ist der Name eines alten Oberlausitzer Adelsgeschlechts. Der Stammsitz dieser Familie lag in Gießmannsdorf und Friedersdorf bei Zittau, erstmalige Erwähnung 1395.

## Geschichte

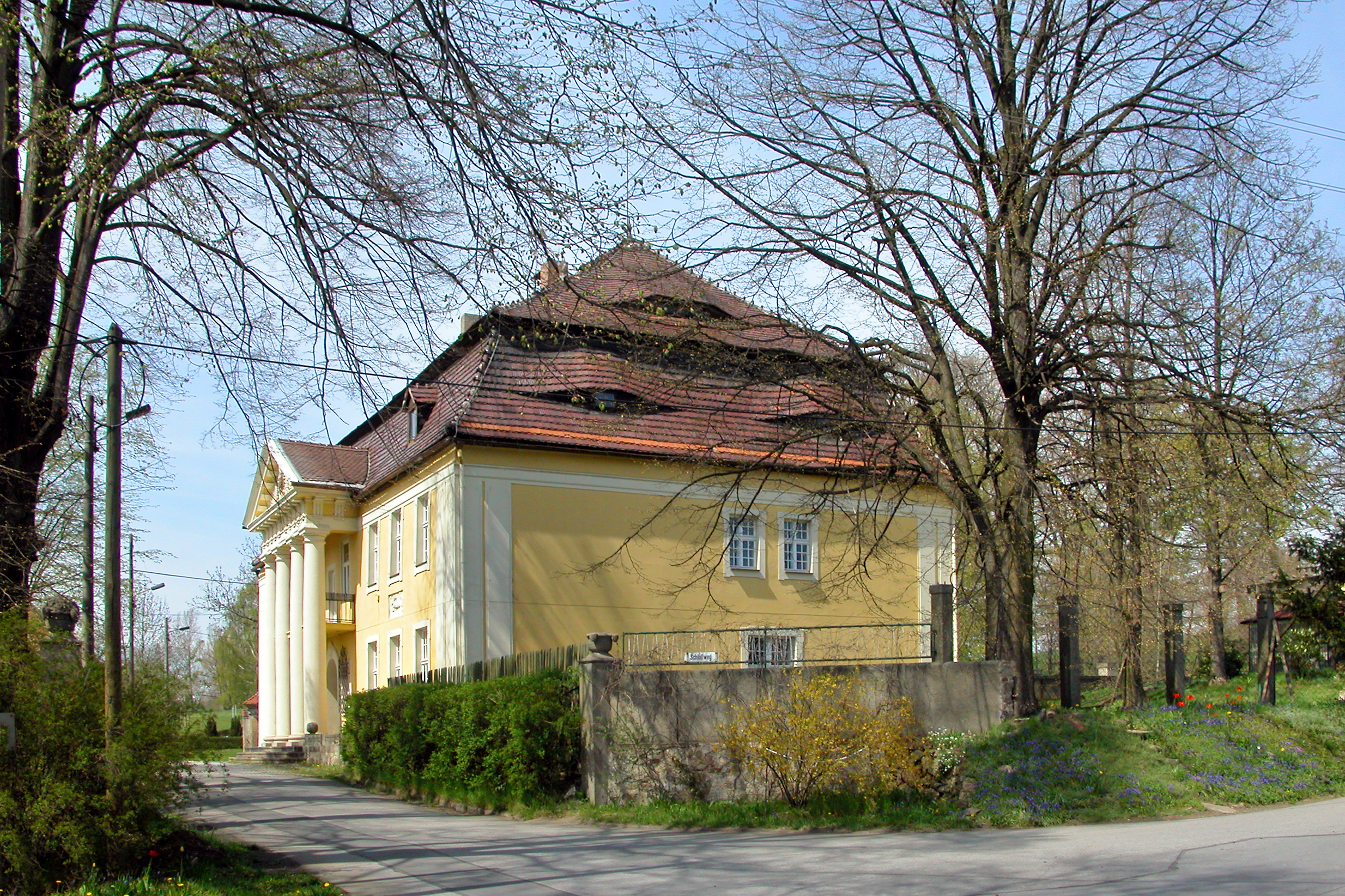
Schloss Nieder-Strahwalde

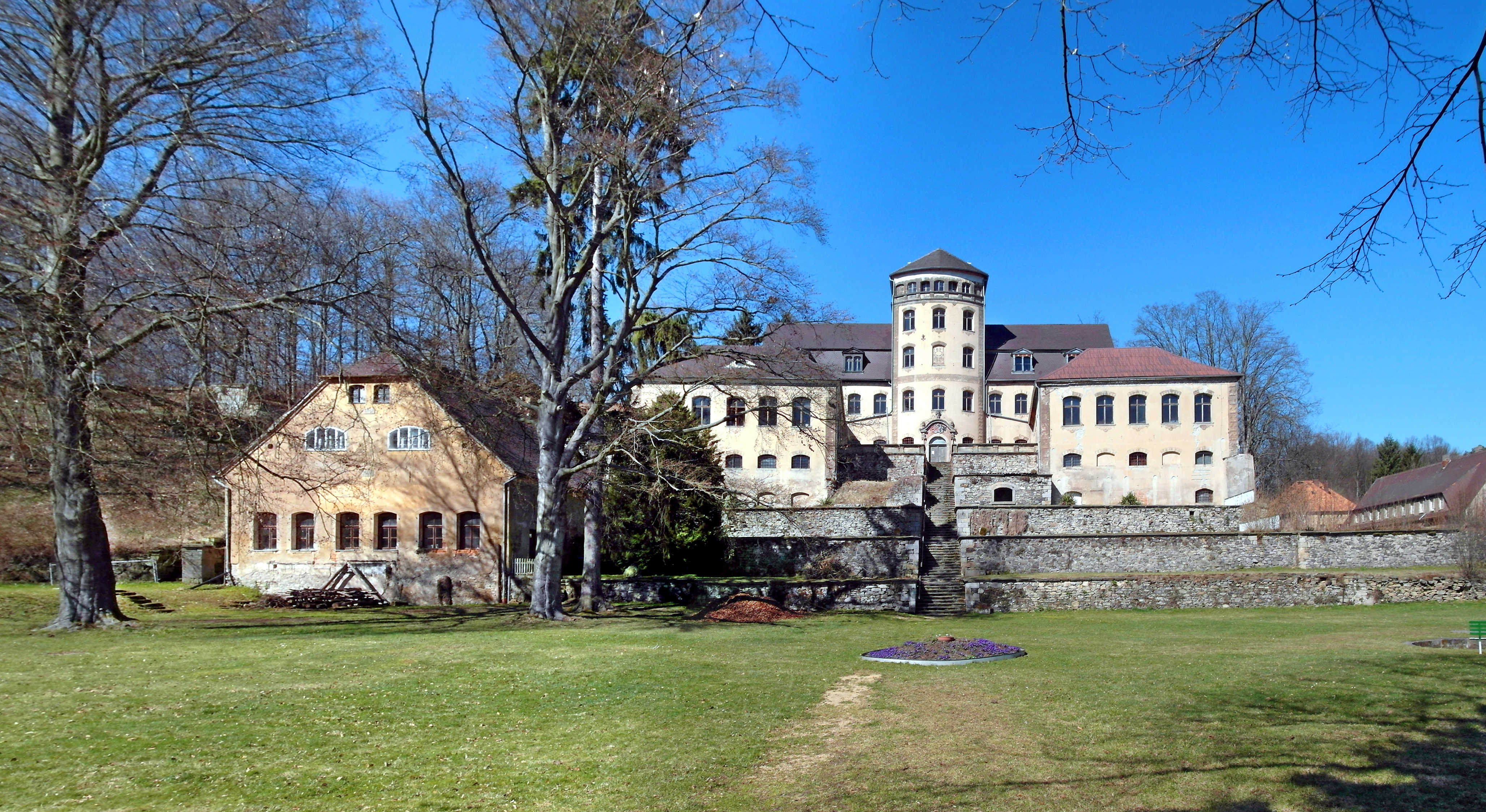
Schloss Hainewalde

1396 wird Peter von Kyaw zu Hirschfelde als Ordens-Komtur erwähnt. Anfang des 13. Jahrhunderts ist Heinrich von Kyaw Herr auf Hirschfelde, seine Nachkommen verkauften das Gut jedoch später an den Rat von Zittau.
Der kurbrandenburgische Oberst Heinrich Adam von Kyaw († 1673) wird als Herr von Ober-Strahwalde genannt. Er war der Vater von Joachim Bernhard von Kyaw und Friedrich Wilhelm von Kyaw. Das Schloss Niederstrahwalde erbaute ab 1724 August Leopold von Kyaw. Um 1740 besitzt die Familie unter anderem die Güter Friedrichsdorf und Lohsa. 1734 wird der Kurmainzer Geheimrat Christian Heinrich von Kyaw als Gesandter in Wien benannt.
Anfang des 16. Jahrhunderts werden die Kyaws durch die Heirat von Victoria Tugendreich von Kyaw mit Eleuther von Temritz die Herren von Rittergut und Schloss Hainewalde. Namhaft wurde der Ernst August Rudolf von Kyaw als Majoratsherr auf Hainewalde, Spitzkunnersdorf und Anteil Oderwitz, insbesondere durch seine Tätigkeit als Amtshauptmann des Fürstentums Görlitz. Seine Nachfahren bleiben Eigentümer der 511 ha Begüterung bis 1927. Samuel Friedrich von Kanitz, Ehemann der Christine Tugendreich von Kyaw, ließ 1749 bis 1755 das Neue Schloss im Barockstil errichten, das im 19. Jahrhundert umgebaut wurde.
Am 30. November 1884 wurde ein Familienverband in Bautzen gegründet und beschloss alle drei Jahre Familientage abzuhalten.

## Wappen
Das Stammwappen zeigt einen schwarzen, halben Flug auf goldenem Grund. Die Helmdecke ist ebenfalls in Gold und Schwarz gehalten, das Helmkleinod besteht aus einem offenen schwarzen Flug.

## Persönlichkeiten
- Adam Joachim von Kyaw, sächsischer Ritter, Jurist und Respondent an der Universität Wittenberg
- Anna Elisabeth von Kyaw (1624–1661)
- Christian Heinrich von Kyaw, Kurmainzer Geheimrat und Gesandter in Wien (1734)
- Friedrich Wilhelm von Kyaw (1654–1733), brandenburgischer und kursächsischer Generalleutnant, Kommandant der Festung Königstein
- Joachim Bernhard von Kyaw (–1731), kursächsischer Generalmajor
- Victoria Tugendreich von Kyaw (1657–1717), schlesische und sächsische Adlige, Frau von Otto Ludwig von Kanitz
- Friedrich Wilhelm von Kyaw (1708–1759), preußischer Generalleutnant
- Ernst August Wilhelm von Kyaw (1771–1821)
- Rudolph Wilhelm Ludwig von Kyaw (1773–1848)
- Heinrich Rudolph von Kyaw (1809–1885), deutscher Chronist
- Rudolf Arnold Jobst-Willrich von Kyaw (1899–1939)
- Dietrich von Kyaw (* 1934), deutscher Diplomat
- Juliana Sydonia von Kyaw, deutsche Schriftstellerin

## Literatur

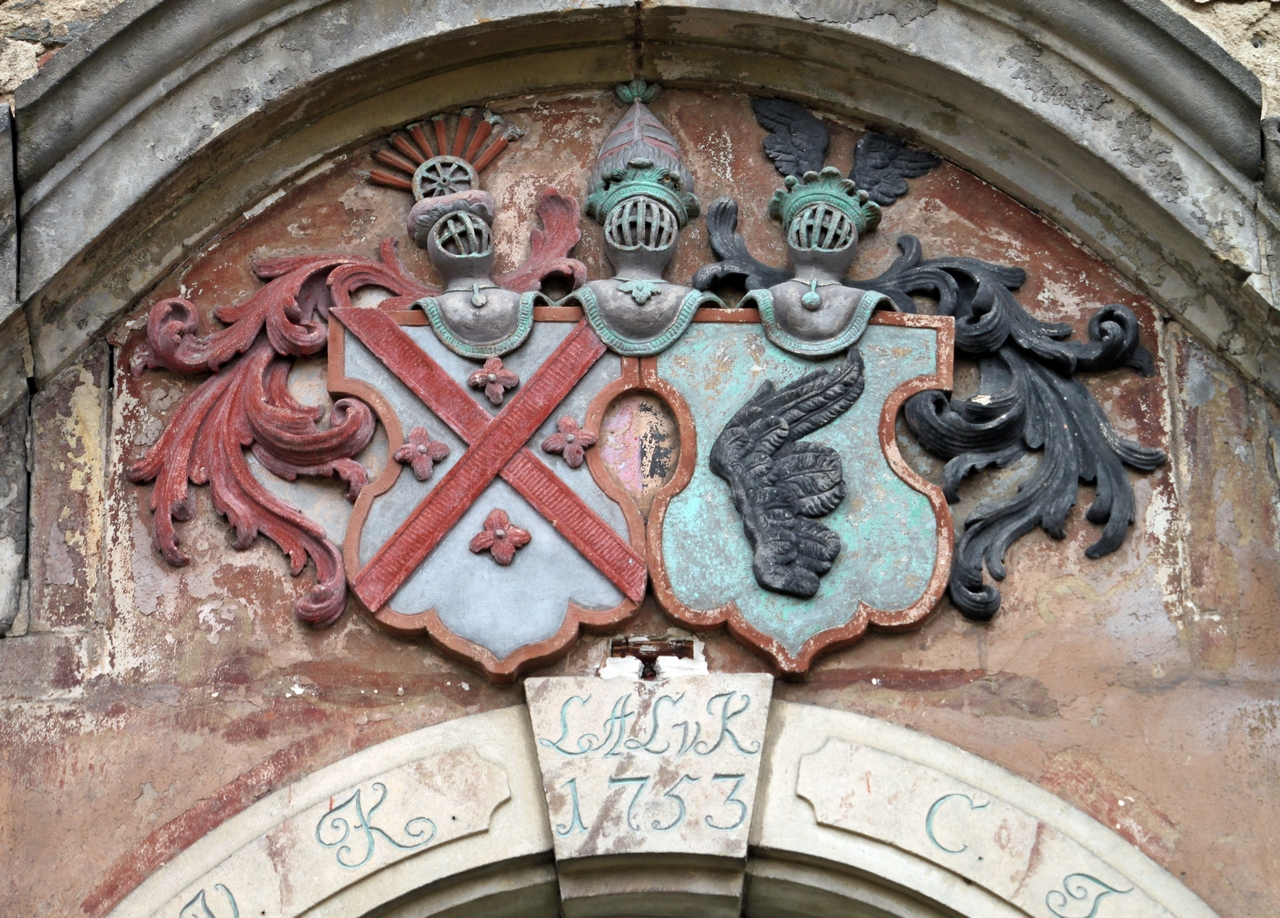
Allianzwappen Kanitz-Kyaw am Schloss Hainewalde (1753)